# Rivière Sainte-Marguerite Nord-Est
Der Rivière Sainte-Marguerite Nord-Est ist ein linker Nebenfluss des Rivière Sainte-Marguerite in der kanadischen Provinz Québec.

## Flusslauf
Der Rivière Sainte-Marguerite Nord-Est hat seinen Ursprung in einem seenreichen Gebiet in den Monts Valin. Im Oberlauf fließt er in südöstlicher Richtung durch den Kanadischen Schild im Süden der Labrador-Halbinsel. Später wendet er sich allmählich nach Süden. Er durchfließt dabei den Südwesten der MRC La Haute-Côte-Nord. 6 km westlich von Sacré-Cœur biegt der Fluss scharf nach Westen ab. Die Route 172 von Tadoussac nach Saguenay überquert den Fluss. Die letzten 5 Kilometer bis zu seiner Mündung verläuft die Nationalstraße entlang seinem Nordufer. Schließlich mündet dieser in den Rivière Sainte-Marguerite – etwa 2 km vor dessen Mündung in die Baie Sainte-Marguerite des Saguenay-Fjords. Der Rivière Sainte-Marguerite Nord-Est hat eine Länge von etwa 1050 km. Er entwässert ein Areal von 1100 km². Der mittlere Abfluss an der Mündung beträgt 30,6 m³/s.

## Gedeckte Brücken
Die gedeckte Brücke Pont Louis-Gravel überspannt den Fluss etwa 1,5 km vor dessen Mündung.

## Freizeit
Auf dem Unterlauf des Flusses sind Kanutouren möglich. Einstiegstellen befinden sich an den Chutes du Seize (bei Kilometer 32) und an der Route 902 (bei Flusskilometer 20,5). Eine Ausstiegsstelle liegt an einer Siedlung etwa 4 km oberhalb der Mündung.